# Первое командование (Япония)
Первое командование (яп. 第1総軍) — группировка сухопутных войск японской императорской армии, находившаяся на собственно Японских островах в конце Второй мировой войны.
Первое командование было образовано 8 февраля 1945 года путём разделения бывшего Главного командования обороны на Первое и Второе командования. В состав Первого командования вошли 11-й фронт (район Тохоку), 12-й фронт (район Канто) и 13-й фронт (район Токай). Командованию предстояло руководить боевыми действиями в восточной части Японии в случае высадки Союзников.
Как и в прочих войсках обороны Японских островов, части, входившие подчинённые Командованию, были укомплектованы слабо подготовленными резервистами, молодыми призывниками либо бойцами территориального ополчения, не имевшими нормального оружия и снаряжения. После капитуляции Японии структуры командования продолжали действовать ещё некоторое время, поддерживая порядок до прибытия оккупационных сил и осуществляя демобилизацию и роспуск Императорской армии.

## Список командного состава

### Командующие
|   | Имя                         | С                | По               |
| - | --------------------------- | ---------------- | ---------------- |
| 1 | Фельдмаршал Хадзимэ Сугияма | 7 апреля 1945    | 12 сентября 1945 |
| 2 | Генерал Кэндзи Доихара      | 14 сентября 1945 | 23 сентября 1945 |
| 3 | Генерал Ёсидзиро Умэдзу     | 23 сентября 1945 | 1 октября 1945   |
| 4 | Генерал Масамицу Кавабэ     | 1 октября 1945   | 30 ноября 1945   |

### Начальники штаба
|   | Имя                             | С             | По              |
| - | ------------------------------- | ------------- | --------------- |
| 1 | Генерал-лейтенант Эйносукэ Судо | 6 апреля 1945 | 30 октября 1945 |